# Шарапов Іван Васильович
Іва́н Васи́льович Шара́пов (27 квітня 1902—1962) — радянський воєначальник, генерал-лейтенант авіації (27.01.1951).

## Життєпис
У лавах Червоної армії з 1918 року. Учасник Громадянської війни в Росії, воював на Південному фронті більшовиків проти військ А. І. Денікіна і П. М. Врангеля, був поранений в голову у 1919 році.
У 1925 році закінчив Військово-теоретичну школу ВПС РСЧА. Член ВКП(б) з 1925 року. У 1927 році закінчив 2-гу Борисоглібську військову авіаційну школу льотчиків.
У 1927—1928 роках — молодший льотчик, командир ланки в частинах ВПС Ленінградського військового округу.
З 1928 року — у військово-морській авіації: командир ланки (1929—1930), командир авіаційного загону (1930—1931). З 1931 року — командир 24-ї авіаційної ескадрильї ВПС Чорноморського флоту. З 1935 року — командир 31-ї винищувальної авіаційної бригади ВПС Балтійського флоту.
У червні 1937 року був репресований. У серпні 1939 року реабілітований, відновлений у лавах РСЧА.
У 1939—1940 роках — командир авіаційної ескадрильї Борисоглібської військової авіаційної школи льотчиків.
У 1940 році — помічник начальника Батайської військової авіаційної школи льотчиків.
З вересня по грудень 1941 року — командир новоствореного 62-го винищувального авіаційного полку ВПС ВМФ, сформованого на базі Єйського Військово-морського авіаційного училища льотчиків імені Й. В. Сталіна.
З грудня 1941 року — заступник командира 62-ї авіаційної бригади ВПС Чорноморського флоту. У 1942—1943 роках — командир 1-ї авіаційної бригади шкіл пілотів початкового навчання ВПС ВМФ. У 1944—1949 роках — начальник Миколаївського ВМАУ імені С. О. Леваневського. Від 5 листопада 1944 року — генерал-майор авіації.
У повоєнний час — начальник Військово-морських авіаційних навчальних закладів СРСР.
Помер в Москві, похований на Новодівочому цвинтарі.

## Нагороди
Нагороджений орденом Леніна (21.02.1945), трьома орденами Червоного Прапора (22.01.1944, 03.11.1944, 20.06.1949) і медалями.